# Вуйко
Ву́йко, вуй — слово, уживане на заході Україні щодо брата матері. Замінює слово «дядько» (як член родини чи якись незнайомий чоловік) або «пан». Цей термін спорідненості засвідчений не тільки на території України; так В. Даль зазначав у своєму словнику (який містить лексикографічний матеріал з всіх східнослов'янських мов): «вуй» або «уй» — «дядько по матері», «материн брат». Традиція походить з часів, принаймні, Київської Русі.

## Етимологія

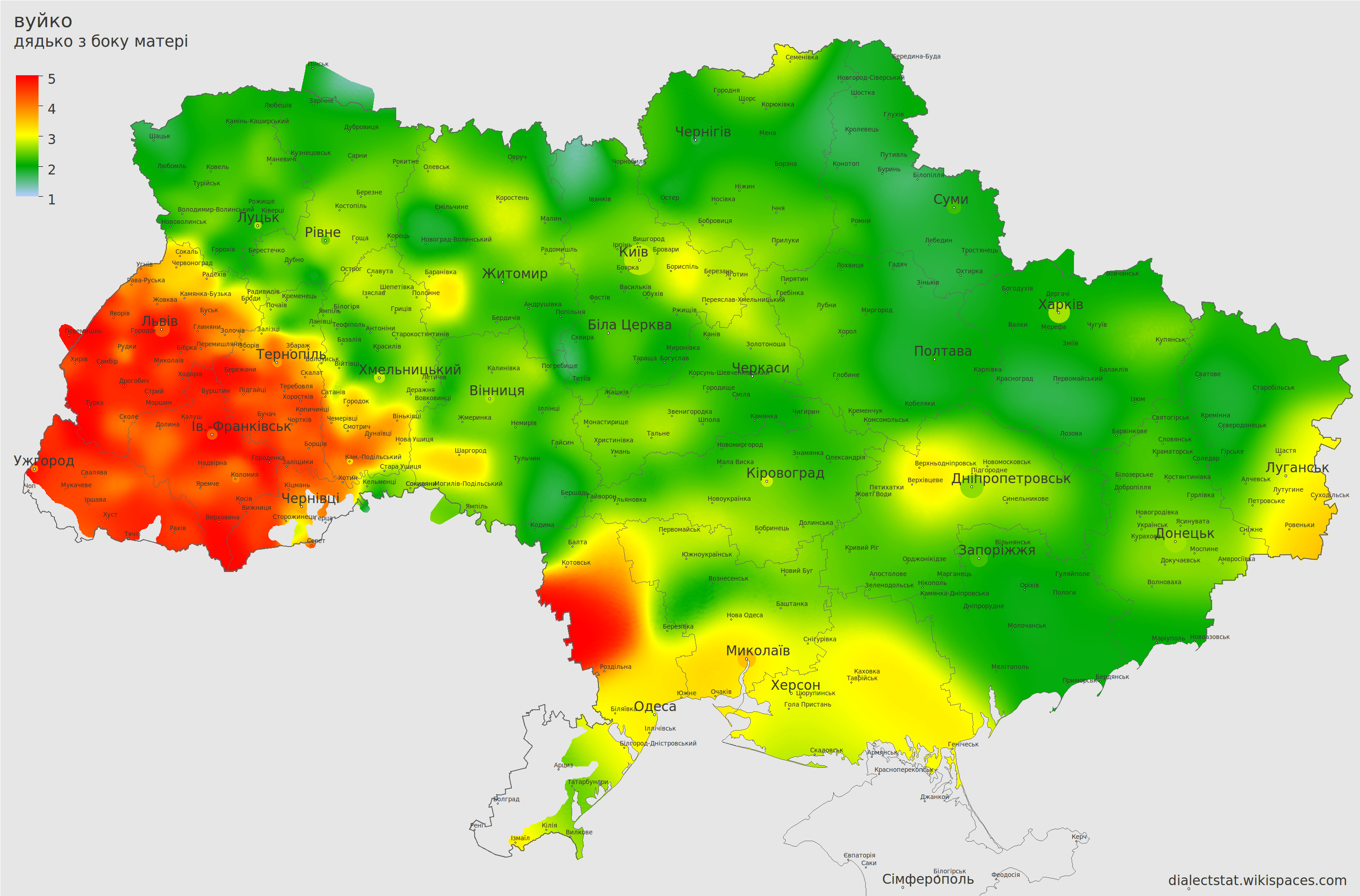
Поширення слова «Вуйко»

Слово «вуй» є загальнослов'янським — схожі слова існують в інших мовах, близькоспоріднених з українською: д.-рус. оуи, уи, заст. рос. уй, пол. wuj, wujek, болг. уйко, вуйко, вуйчо, хорв. ujak, мак. вујко, серб. у̏јац, ујак/ujac, uјak, словен. ȗjǝc, чеськ. ujec, словац. ujec, ujo, н.-луж. huj (а також hujk — «дядько», «двоюрідний брат»). Праслов'янську форму реконструюють як *ujь.
В інших індоєвропейських мовах також можна знайти співзвучні слова: лат. avus («дід») і avunkulus («дядько»), лит. avýnas, дав.-прусськ. awis, що разом з прасл. *ujь походять від пра-і.є. *əṷ-io-s, суфіксального утворення від кореня *ōu- / *əṷ- / *ū-, який також присутній у дав.-ірл. аuе («онука»), давн.в-нім. ôheim, нім. Oheim, Ohm («дядько»).

## У літературі
Згадується у літописах:
|  | Святослав не хотів проти вуя свого Ізяслава воювати, але, побоюючись стрия Святослава, не смів від нього відстати. Оригінальний текст (ст.-слов.) ...Святославъ же не хотяше отступити от уя своего Изяслава, но неволею ѣха, строя своего дѣля Святослава Олговича |

|  | Володимир сам, прийнявши престол київський, перебував у Києві, а в Новград визначив першого намісника вуя свого Добриню. Оригінальний текст (ст.-слов.) ...Володимиръ же посади Добрыню уя своего в Новѣгородѣ. |

|  | З ними ж Добриня, вуй Володимирів, і Анастас, взявши від Великого князя дозвіл і для допоможи бояр знатних зі служителі. Оригінальний текст (рос.) ...С ними же Добрыня, вуй Владимиров, и Анастас, взяв от великого князя позволение и для помощи бояр знатных со служителями |

|  | Ні, донько! — обізвався її вуйко помиряючо…, мов вибачаючи свою сестріницю за її жорстокість. (Ольга Кобилянська) |

## Вживання
Може вживатися у таких значеннях:
1. Дядько по матері, материн брат;
2. Чоловік материної сестри;
3. Про старшого віком чоловіка (звичайно при шанобливому звертанні). Аналог до літературного «пане»;
4. «Ведмідь» (переносне). У такому значенні вживається у гуцулів та гайналів на Закарпатті;
5. Як жартівливе прізвисько західних українців (здебільшого на території Наддніпрянської України), які дотримуються звичаю по-різному називати братів батька, матері, на відміну від представників решти території сучасної України, де цей звичай майже зник.

## У суспільних відносинах
Особа брата матері грає важливу роль у деяких матрилінійних суспільствах. Наприклад, у народів акан у Західній Африці «чоловік сильно зв'язаний з братом матері („вофа“), у той час як з братом батька зв'язок слабкий. Це має розглядатися в контексті полігамного суспільства, в якому зв'язок мати-дитина, ймовірно, буде набагато сильнішим, ніж зв'язок батько-дитина. У результаті, при спадкуванні, небіж (син сестри) матиме пріоритет над власним сином. Тому відносини дядько-небіж посідають панівне положення».

## Пов'язані терміни спорідненості
- Ву́йна, вуя́нка — дружина вуя.
- Вуйча́ник — син вуя.

## У мас-культурі
У 1970-х і на початку 1980-х років у Львові існував рок-гурт «Супер Вуйки», який був популярним серед місцевих хіпі та любителів рок-музики.

## Цікаві факти
- Російський історик А. Л. Нікітін[ru] припускає, що внаслідок хибного тлумачення словосполучень з літописів ко воуи, ко воуемь («до вуїв», тобто до «рідні по матері») виник етнонім «ковуї». На думку науковця, такого народу насправді ніколи не існувало, а фрагмент и тако отрядиша Володимѣра, брата свое, по вѣжѣ с торкы и с кооуи и с берендеи и с печенѣгы, а сами поидоша къ Треполю слід розуміти, що разом з торками, берендеями і печенігами в поході брали участь «чорні клобуки», що могли мати якісь родинні зв'язки з князем Володимиром Мстиславичем. Він наводить ще один фрагмент з літопису: Святославъ же повѣда Иванкови Гюргевичю... ...и половцемъ дикымъ, оуемъ своимъ, Тюнракови Осоулоуковичю и братоу его Камосѣ..., що може свідчити вживання цього терміна спорідненості щодо степових народів, з яких руські князі іноді брали собі дружин[11].